# Gangga (socken i Kina, lat 30,49, long 93,99)
Gangga (kinesiska: 岗嘎, 岗嘎乡) är en socken i Kina. Den ligger i den autonoma regionen Tibet, i den sydvästra delen av landet, omkring 290 kilometer öster om regionhuvudstaden Lhasa.